# Neuental
Neuental település Németországban, Hessen tartományban. Lakosainak száma 3044 fő (2023. december 31.).

## Népesség
A település népességének változása:
| Lakosok száma | 3039 | 3034 | 3000 | 3014 | 3044 |
|               | 2017 | 2019 | 2021 | 2022 | 2023 |